# Tunnel van Pepinster
De tunnel van Pepinster is een spoortunnel in de gemeente Pepinster. De tunnel heeft een lengte van 212 meter. De dubbelsporige spoorlijn 37 gaat door deze tunnel.
Blijkens een jaartal boven een tunnelingang, is deze gebouwd in 1841.